# Tsushima, Aichi
Tsushima (津島市 Tsushima-shi, Tân Đảo) là một thành phố thuộc tỉnh Aichi vùng Chūbu, Nhật Bản.
Tính đến 2010, thành phố có dân số ước tính 65.609 và mật độ dân số 2,620 người/km². Tổng diện tích là 25.08 km².
Thành phố được thành lập vào ngày 1 tháng 3 năm 1947.